# Stadio comunale di Peristeri
Lo stadio comunale di Peristeri (in greco Δημοτικό Στάδιο Περιστερίου) è un impianto sportivo greco di Peristeri, comune situato presso la periferia nord-occidentale di Atene.
È utilizzato dall'Atromitos per i suoi incontri interni, e ha una capienza complessiva di 9 050 posti.

## Storia
Stando al sito dell'Atromitos e ad alcuni giornali dell'epoca, lo stadio sarebbe stato inaugurato la domenica di Pasqua dell'anno 1947. Il terreno è stato privo di erba fino al 1977, quando vennero completati alcuni importanti lavori. Originariamente lo stadio aveva solo due tribune laterali, la tribuna sud è stata costruita nella seconda metà degli anni '70.
Il record di presenze si registrò l'11 gennaio 1981, quando 13 099 spettatori assistettero alla partita tra l'Atromitos e l'Olympiakos.
Nel 2003, un anno prima delle Olimpiadi di Atene 2004, lo stadio è rimasto chiuso per poter permettere altri lavori di manutenzione, tra cui l'installazione dell'impianto d'illuminazione e il rifacimento di terreno di gioco e pista d'atletica. Pochi anni più tardi si sono registrati altri interventi di rinnovamento: con il ritorno dell'Atromitos nella massima serie, è stata costruita una nuova tribuna sul lato nord, solitamente destinata ai tifosi ospiti e capace di contenere circa 1 300 posti, oltre ad altri potenziamenti riguardanti stampa, spogliatoi e sale VIP.
A partire dal 2009, la tribuna ovest è coperta. Prima di quell'anno, l'impianto era completamente privo di coperture.